# Harvey Eads
Harvey L. Eads (* 1807, (South Union) Union Village (Ohio); † 1892) war ein einflussreicher konservativer Ältester der Shaker in Amerika im 19. Jahrhundert.

## Leben
Eads gehörte der gebildeten Elite der Gemeinschaft an und war Theologe. Er vertrat eine besonders isolationistische Position mit starker Betonung von Reinigung (englisch Purification) und Lebensführung (englisch Ways of Life). Bis zum amerikanischen Bürgerkrieg war er einer der Hauptgegner des reformwilligen Frederic Evans.